# Yerraguntla
Yerraguntla é uma vila no distrito de Cuddapah, no estado indiano de Andhra Pradesh.

## Demografia
Segundo o censo de 2001, Yerraguntla tinha uma população de 26 736 habitantes. Os indivíduos do sexo masculino constituem 50% da população e os do sexo feminino 50%. Yerraguntla tem uma taxa de literacia de 60%, superior à média nacional de 59,5%: a literacia no sexo masculino é de 70% e no sexo feminino é de 50%. Em Yerraguntla, 12% da população está abaixo dos 6 anos de idade.